# 활천
《활천》은 기독교대한성결교회에서 발행하는 개신교 신학잡지이다. 1922년 창간되었으며, 서울특별시 강남구 대치동 890-56 성결회관 별관 2층에 위치하고 있다. 대표는 제7대 사장인 정경환 목사이다.

## 경영목적
- 기독교문화 창달
- 성결교회의 정체성 확립(역사연구와 신학연구)
- 문서를 통한 복음화(문서선교)
- 기독교 출판문화의 계발과 진작